# Стратонов Микола Степанович
Микола Степанович Стратонов (нар. 22 травня 1920, селище Новоукраїнка, тепер місто Новоукраїнського району Кіровоградської області — ?) — український радянський діяч, 1-й секретар Луганського міськкому КПУ. Депутат Верховної Ради УРСР 7—8-го скликань (у 1967—1974 роках). Член Ревізійної Комісії КПУ в 1966—1971 р. Кандидат у члени ЦК КПУ в 1971—1974 р.

## Біографія
Народився в родині робітника. У 1938 році закінчив середню школу.
З 1938 до кінця 1941 року — студент Донецького індустріального інституту.
З квітня 1942 року служив у Червоній армії: комсомольський організатор 191-го окремого винищувального протитанкового батальйону 118-ї стрілецької дивізії. Учасник німецько-радянської війни. У 1944 році був важко поранений і демобілізований із армії.
У 1946 році закінчив Донецький індустріальний інститут.
У 1946—1947 роках — заступник начальника чавуноливарного цеху машинобудівного заводу в місті Красний Луч Ворошиловградської області.
У 1947—1954 роках — заступник начальника, а згодом начальник труболиварного та радіаторного цехів Ворошиловградського ливарно-механічного заводу.
Член ВКП(б) з 1952 року.
У 1954—1958 роках — начальник зміни, заступник начальника, а згодом начальник фасонносталеливарного цеху, заступник головного металурга Ворошиловградського паровозобудівного (тепловозобудівного) заводу імені Жовтневої революції.
У 1958—1961 роках — секретар партійного комітету Ворошиловградського (Луганського) тепловозобудівного заводу імені Жовтневої революції.
У 1961—1963 роках — секретар Луганського міського комітету КПУ.
У 1963—1973 роках — 1-й секретар Луганського (Ворошиловградського) міського комітету КПУ.
У 1973 році виключений із партії за зловживання службовим становищем (справа футбольного клубу «Зоря»).
Очолював відділ на заводі у місті Ворошиловграді.
У 1986 році був відновлений у членах КПРС із перервою партійного стажу.
Потім — на пенсії у місті Луганську.
Родинний склад: брат — Стратонов Анатолій Степанович, голова Дрогобицького міськвиконкому Львівської області.

## Нагороди та відзнаки
- орден Трудового Червоного Прапора
- ордени
- медаль «За бойові заслуги»
- медалі
- Почесна грамота Президії Верховної Ради Української РСР (21.05.1970)
- регіональний орден «За заслуги перед Луганщиною» (2010)